# Zagonna Przełęcz
Zagonna Przełęcz (ok. 1700 m) – przełęcz w północno-zachodniej grani Małołączniaka w Czerwonych Wierchach w Tatrach Zachodnich. Oddziela Zagonną Turnię (ok. 1710 m) od turniczki Zagonny Ząb (ok. 1760 m). Na wschód z przełęczy do Wyżniego w Doliny Małej Łąki opada potężny, stromy i głęboko wcięty żleb Zagon, w kierunku północno-zachodnim do Doliny Miętusiej opada z przełęczy żleb stanowiący odnogę Wodniściaka (znajduje się tu jaskinia Nyża przy Schodkach), w kierunku południowo-zachodnim odchodzi mało stromy i trawiasty Kobylarzowy Zachód (również do Doliny Miętusiej). Wszystkimi można dość łatwo wejść na Zagonną Przełęcz, najłatwiejsze jest wejście Kobylarzowym Zachodem
Nazwa przełęczy i Zagonnej Turni pochodzi od żlebu Zagon.